# Gustavo Gallardo
Gustavo Gallardo Ruiz (Sevilla, 1891-1971) fue un pintor español.

## Biografía
Nació en la ciudad española de Sevilla en 1891. En 1920, por oposición, consiguió una plaza de pensionado del ayuntamiento de su lugar natal. Estudió en el extranjero y en 1915 obtuvo, también por oposición, la pensión Piquer para proseguir con su formación en Roma, donde permaneció dos años. Fue autor de un Paisaje de Burgos y de un Desnudo de mujer, ambos óleos sobre lienzo. Falleció en 1971.